# Lorenz Bahr
Lorenz Bahr-Hedemann (* 8. Juli 1968 in West-Berlin) ist ein deutscher politischer Beamter (Bündnis 90/Die Grünen). Seit Juni 2022 ist er Staatssekretär im Ministerium für Kinder, Jugend, Familie, Gleichstellung, Flucht und Integration des Landes Nordrhein-Westfalen.

## Leben
Nach dem Abitur studierte Bahr Geschichte und Soziologie an der Heinrich-Heine-Universität Düsseldorf. 1997 schloss er dieses Studium mit dem Magister Artium ab. Von 1998 bis 2006 war er Fachberater und Kreisgruppengeschäftsführer beim Paritätischen Wohlfahrtsverband Nordrhein-Westfalen in Wuppertal. Von 2006 bis 2014 war er Geschäftsführer des Vereins Behindert – na und? in Wuppertal. Von 2014 bis 2022 war er Landesrat im Dezernat für Kinder, Jugend und Familie beim Landschaftsverband Rheinland. Von 2018 bis 2022 war er zudem Vorsitzender der Bundesarbeitsgemeinschaft Landesjugendämter.
Bahr ist verheiratet, hat drei Kinder und lebt in Wuppertal.

## Politik
Bahr ist Mitglied bei Bündnis 90/Die Grünen und war von 2004 bis 2014 Stadtverordneter in Wuppertal. Von 2004 bis 2009 war er zudem Dritter Bürgermeister von Wuppertal. Er trat bei den Oberbürgermeisterwahlen 2004 und 2009 in Wuppertal an, unterlag jedoch jeweils Peter Jung (CDU).
Im Zuge der Bildung des Kabinetts Wüst II wurde Bahr am 30. Juni 2022 zum Staatssekretär des von Josefine Paul geleiteten Ministeriums für Kinder, Jugend, Familie, Gleichstellung, Flucht und Integration des Landes Nordrhein-Westfalen berufen. In diesem Amt folgte er Andreas Bothe nach.